# Сергеев, Александр Владимирович
Алекса́ндр Влади́мирович Серге́ев (род. 29 июля 1983, Кимры, Калининская область) — российский легкоатлет, специалист по тройным прыжкам. Выступал за сборную России по лёгкой атлетике в 2000-х годах, победитель летней Универсиады в Измире, чемпион Европы среди молодёжи, многократный победитель и призёр первенств национального значения, участник ряда крупных международных стартов. Представлял Тверскую область и Москву. Мастер спорта России международного класса.

## Биография
Александр Сергеев родился 29 июля 1983 года в городе Кимры Тверской области.
Начал заниматься лёгкой атлетикой под руководством своих родителей В. Сергеева и Л. Сергеевой, позже переехал на постоянное жительство в Москву, где был подопечным заслуженного тренера Е. М. Тер-Аванесова.
Впервые заявил о себе на взрослом международном уровне в сезоне 2002 года, когда вошёл в состав российской национальной сборной и выступил на чемпионате Европы в помещении в Вене, где с результатом 16,56 метра стал в программе тройного прыжка шестым. Также в этом сезоне выиграл бронзовую медаль на юниорском мировом первенстве в Кингстоне и серебряную медаль на чемпионате мира среди военнослужащих в Тиволи.
В 2003 году занял пятое место на молодёжном европейском первенстве в Быдгоще.
В 2004 году с личным рекордом в 17,23 метра одержал победу на зимнем чемпионате России в Москве, стартовал на чемпионате мира в помещении в Будапеште, но в финал здесь не вышел. Позже на соревнованиях в Чебоксарах установил свой личный рекорд в тройном прыжке на открытом стадионе — 17,11 метра.
В 2005 году взял бронзу на зимнем чемпионате России в Волгограде, выступил на чемпионате Европы в помещении в Мадриде, победил на молодёжном европейском первенстве в Эрфурте и на летней Универсиаде в Измире.
На чемпионате России 2006 года в Туле стал бронзовым призёром в тройных прыжках, тогда как на последовавшем чемпионате Европы в Гётеборге закрыл в своей дисциплине десятку сильнейших.
В 2007 году выиграл бронзовые медали на зимнем чемпионате России в Волгограде и на чемпионате Европы в помещении в Бирмингеме.
Впоследствии оставался действующим спортсменом вплоть до 2013 года, хотя в последнее время уже не показывал сколько-нибудь значимых результатов на международной арене.
За выдающиеся спортивные достижения удостоен почётного звания «Мастер спорта России международного класса».
В 2011 году окончил Российский государственный университет физической культуры, спорта, молодёжи и туризма, где затем работал преподавателем на кафедре теории и методики лёгкой атлетики.